# Etepiti
Etepiti ist ein Dorf und Aldeia im Osten von Osttimor. Es liegt im Nordwesten des Sucos Com (Verwaltungsamt Lautém, Gemeinde Lautém), an der nördlichen Küstenstraße. Nur die Grenze zum Suco Parlamento trennt Etepiti vom westlichen Nachbardorf Ira'ara, wo sich auch die nächste Grundschule befindet. Zur Aldeia Etepiti gehören 1280 Personen.